# Oscar Wennersten (arkeolog)

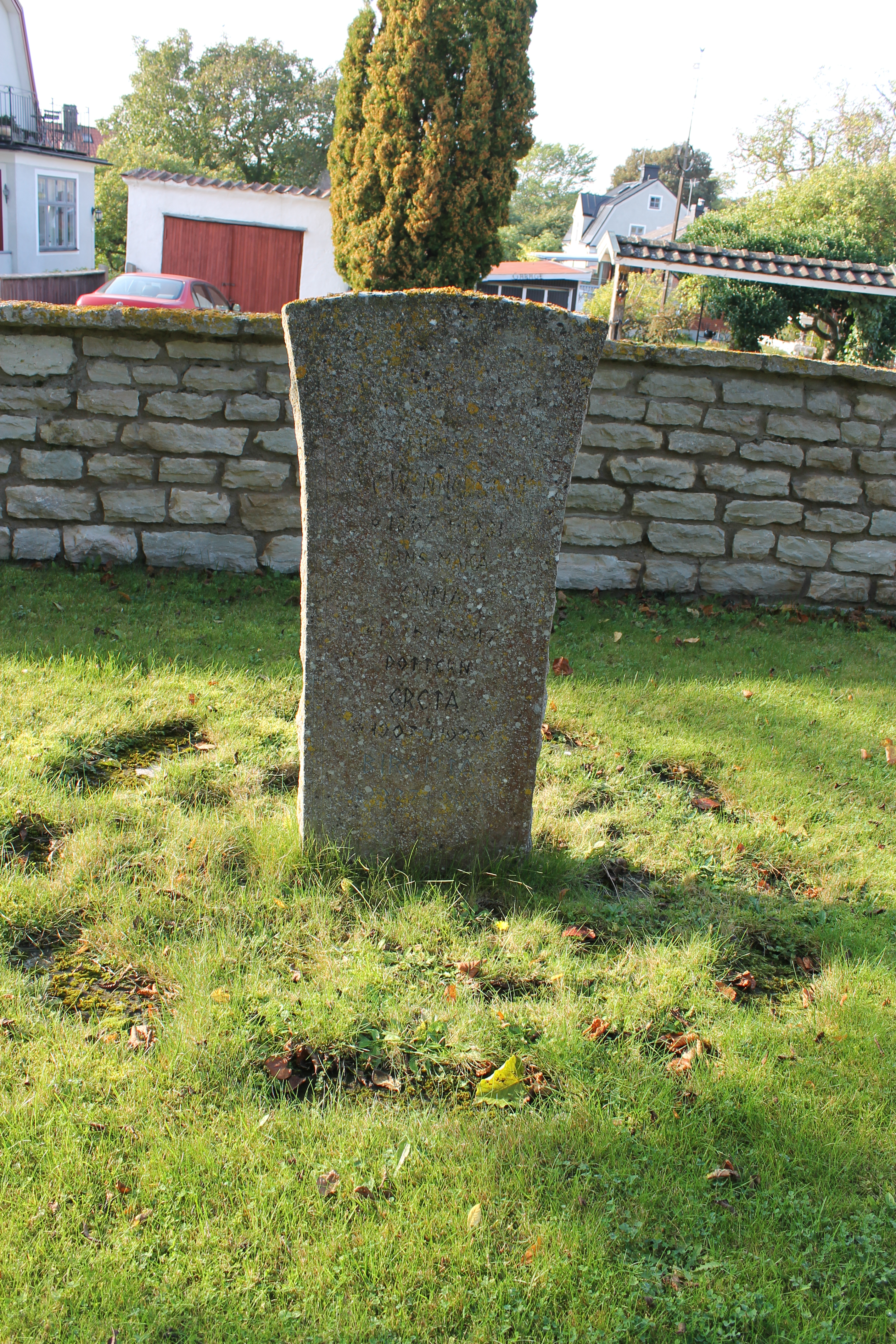
Wennerstens grav på Södra kyrkogården i Visby.

Oscar Vilhelm Wennersten, född 13 oktober 1867 i Halls socken, död 31 augusti 1931 i Visby, var en svensk arkeolog och arkivarie.
Wennersten var filosofie licentiat med examen i geologi och arkeologi, och var arkivföreståndare för Gotlands läns arkivdepå. Han genomförde flera arkeologiska utgrävningar på ön. Han kom även att fungera som resande antikvarie över hela Gotland. Han guidade bland andra Hans Hildebrand, Oscar Almgren, Fredrik Nordin, Henrik Munthe, Herman Hedström, Rutger Sernander och Otto von Friesen under deras besök på ön.